# 2010 aux Comores
2008 aux Comores - 2009 aux Comores - 2010 - 2011 aux Comores - 2012 aux Comores
 2008 par pays en Afrique - 2009 par pays en Afrique] - 2010 par pays en Afrique - 2011 par pays en Afrique - 2012 par pays en Afrique] -

## Chronologie

### Février 2010
- Jeudi 4 février 2010 : Selon le directeur du Bureau enquêtes analyses (BEA), l'accident d'avion de la compagnie Yemenia, qui a fait 152 morts le 30 juin 2009 dernier au large des Comores, ne s'explique ni par un problème technique sur l'appareil ni par une explosion, laissant entendre qu'il s'agissait d'une erreur humaine, soulignant que les autorités comoriennes avaient limogé l'enquêteur chargé du dossier après que celui-ci eut publié un communiqué disant qu'il n'y avait pas eu d'explosion : « Nous essayons de convaincre les autorités yéménites qu'elles disposent d'éléments suffisants pour publier un rapport d'étape […] Nous sommes dans une situation difficile car depuis trois mois, l'enquête est au point mort […] Les enregistreurs de vols sont toujours ici, on les a lus intégralement à l'exception de deux fichiers qui ne sont pas essentiels pour comprendre ce qui s'est passé. La lecture des enregistreurs n'a pas montré de trace d'explosion »[1].

### Mars 2010
- Jeudi 4 mars 2010 : Des échauffourées ont éclaté sur l'île de Mohéli. Les routes ont été barricadées. Une ambulance en panne avait été incendiée, tout comme une pharmacie appartenant au vice-président de l'Union des Comores, Iklilou Dhoinie. La tension règne à Mohéli depuis que le congrès parlementaire a décidé de fixer les élections du président de l'Union et des gouverneurs au 27 novembre 2011.

- Samedi 6 mars 2010 : Une manifestation des habitants de l'île de Mohéli, opposés à la prolongation du mandat du président Ahmed Abdallah Mohamed Sambi jusqu'à fin 2011 et réclamant le respect de la présidence tournante pour l'archipel, a été dispersée par les forces de l'ordre à Fomboni. La plus petite île comorienne estime avoir été privée de son « droit » même si le gouvernement s'efforce de les rassurer en affirmant que le président Sambi ne remet pas en cause la tournante et qu'il cédera le pouvoir à un Mohélien le moment venu. Selon le Front démocratique, « en faisant prolonger son mandat sous prétexte d'harmonisation des élections, Sambi a commis un coup d'État […] Il est temps d'élever la voix pour mettre le holà à cette dérive autocratique qui met en péril la réconciliation nationale et la stabilité politique issues des accords de Fomboni »[2].

### Avril 2010
- Vendredi 9 avril 2010 : Plusieurs centaines de personnes, en majorité des femmes et des jeunes, ont manifesté dans l'île autonome de Mohéli à l'occasion de la visite du commissaire à la paix et la sécurité de l'Union africaine, Ramtane Lamamrahaut, consacrée à la prolongation du mandat du président de l'archipel. Les manifestants ont exigé le respect de la présidence tournante de l'archipel. Quelques dizaines de militaires et de gendarmes casqués, matraque à la main, étaient déployés pour garantir le bon déroulement des consultations du représentant de l'UA.

### Mai 2010
- Dimanche 30 mai 2010 : Des membres de la communauté comorienne de France ont constitué à Marseille un gouvernement d'union nationale en exil pour obtenir le départ du président Sambi, et en appellent à la France pour mettre fin à la crise politique de l'archipel. Selon le vice-président de ce gouvernement en exil, Moissuli Mansoibou : « Depuis le 27 mai, il n'y a plus de président légal aux Comores. Nous avons constitué ce gouvernement pour qu'il serve de barrage, de garde-fou. Le président Sambi doit partir, sous peu. On ne s'accapare pas le pouvoir comme ça […] La France a une part de responsabilité importante dans la résolution de la crise et le retour de la stabilité dans le pays »[3].

### Juin 2010
- Vendredi 4 juin 2010 ; Le député de Mayotte, Abdoulatifou Aly (Modem), dépose une proposition de résolution pour la création d'une commission d'enquête sur les causes du crash de l'A310 de la compagnie Yemenia, le 30 juin 2009 : On ne peut pas accepter que des Français meurent dans des conditions aussi dramatiques puisque tout le monde savait quel était l'état, déplorable, sur le plan technique, de cet avion […] un an après, on ne sait toujours pas pourquoi cet avion s'est crashé [alors que] les vols ont repris dans les mêmes conditions, aussi sombres. La part de Yemenia, « de 60 à 70 % avant le crash », a baissé au profit de Kenya Airways et Air Madagascar, mais les bas tarifs pratiqués par Yemenia continuent à attirer les passagers les moins fortunés. Le cabinet de Dominique Bussereau, secrétaire d'Etat aux transports, aurait affirmé que « juridiquement, il n'avait aucune possibilité de contraindre la Yemenia à améliorer ses normes de sécurité entre Sanaa et les Comores »[4].

- Mercredi 30 juin 2010 : Un an après le crash de l'Airbus de la Yemenia, qui s'abîmait en mer avec 153 personnes à bord, les familles des victimes attendent toujours des réponses, alors que les boîtes noires ont été repêchées fin août 2009, que début septembre, la commission comorienne chargée des investigations, avec l'assistance du Bureau d'enquêtes et d'analyses, avait annoncé que les données étaient exploitables et que fin 2009, le chef d'enquête comorien a été limogé pour s'être exprimé sur le contenu des enregistreurs. Selon l'avocat de l'association des familles des victimes : « Aucun rapport d'enquête n'a été publié […] c'est un problème d'argent. De gros intérêts sont en jeu et selon la piste retenue, le constructeur et la compagnie ne seront pas pénalisés de la même façon ». Selon le président de la Chambre de commerce franco-comorienne à Marseille : « Les autorités comoriennes ne veulent pas se fâcher avec la compagnie, qui a le statut de compagnie nationale aux Comores et contribue à désenclaver l'archipel »[5]. D'autre part, les familles des victimes dénoncent les conditions discriminatoires d'indemnisation. Une commémoration a eu lieu à Mitsamiouli, à 40 kilomètres au nord de Moroni, lors de laquelle a été posée la première pierre d'une « stèle du souvenir », à l'initiative de la France[6].

### Août 2010
- Jeudi 12 août 2010 : Un accord a été trouvé pour rapatrier en France les quelque 800 passagers franco-comoriens bloqués depuis début août à Moroni, en raison d'un contentieux entre leur voyagiste français France Comores Voyages et la compagnie Air Madagascar[7].

- Mardi 31 août 2010 : Le général Salimou Amiri, chef d'état-major de l'armée comorienne, qui s'est opposé à son inculpation et son arrestation dans le cadre d'une enquête sur le meurtre d'un colonel assassiné mi-juin par des inconnus à Moroni, a été limogé et placé en résidence surveillée. Le capitaine Gamil Soilihi Abdallah, actuel « chef de corps » de l'armée, a été promu au grade de lieutenant-colonel et nommé chef d'état-major par intérim[8].

### Novembre 2010
- Dimanche 7 novembre 2010 : Élection présidentielle avec 10 candidats pour 384.358 électeurs. Le président sortant Ahmed Abdallah Sambi ne pouvait pas se représenter.

- Lundi 8 novembre 2010 : le vice-président sortant, Ikililou Dhoinine, est arrivé en tête du premier tour de l'élection présidentielle devant Mohamed Said Fazul (ancien président de l'île de Mohéli) et Abdou Djabir qui participeront au second tour prévu pour le 26 décembre.

### Décembre 2010
- Dimanche 26 décembre 2010 : deuxième tour de l'élection présidentielle lors duquel 384.358 électeurs sont appelés aux urnes. L'opposition comorienne a dénoncé une « fraude massive » organisée par le pouvoir sur l'île d'Anjouan. Selon l'opposant Saïd Larifou qui s'exprimait au nom de plusieurs formations d'opposition : Nous sommes très choqués et surpris de ce qui s'est passé à Anjouan, il n'y a pas eu de vote, mais une pagaille organisée et une fraude massive [...] Ces troubles se sont déroulés dans les localités où le candidat du pouvoir était en mauvaise position, pour pouvoir faire ensuite annuler les résultats. La présidentielle est couplée avec l’élection des gouverneurs des trois îles de l'archipel, un enjeu politique majeur à l'échelle de chaque île. À Grande Comore comme à Mohéli, un candidat du pouvoir et un candidat de l’opposition sont en lice. À Anjouan, les deux prétendants appartiennent au camp présidentiel : le gouverneur sortant Moussa Toybou y est opposé à Anissi Chamsidine, chef du protocole de la présidence[9].

- Mercredi 29 décembre 2010, Élection présidentielle : les résultats officiels de la Commission électorale nationale donne gagnant Ikililou Dhoinine actuel vice-président du pays et dauphin désigné du président sortant Ahmed Abdallah Mohamed Sambi, avec 61 % des suffrages exprimés. Le candidat de l'opposition, Mohamed Said Fazul, a rassemblé 33 % des votes, devant un troisième candidat, Abdou Djabir, crédité de 6 %. Le taux de participation au scrutin s'est élevé à 52,8 %. Ces résultats doivent être confirmés d'ici deux semaines par la Cour constitutionnelle.